# 镇隆镇 (平南县)
镇隆镇，是中华人民共和国广西壮族自治区贵港市平南县下辖的一个乡镇级行政单位。

## 行政区划
镇隆镇下辖以下地区：
镇隆社区、福塘村、周塘村、石岭村、廖村村、下良村、平隆村、拥平村、马旦村、双寨村、天竹村、古带村、社垌村、六竹村、富藏村、蒋村村、盆龙村、峙冲村、平界村和平安村。

## 交通
- 南广铁路：平南南站